# Рыбачий (Самарская область)
Рыба́чий — посёлок в городском округе Чапаевск Самарской области России. 

## География
Посёлок находится в пойме реки Волга, на расстоянии примерно 3 км (по прямой) к северо-западу от города Чапаевск, административного центра округа.

### Часовой пояс
Посёлок Рыбачий, как и вся Самарская область, находится в часовой зоне МСК+1. Смещение применяемого времени относительно UTC составляет +4:00.

## Население
| 2010 | 2012 | 2013 | 2014 | 2016 | 2017 | 2018 |
| ---- | ---- | ---- | ---- | ---- | ---- | ---- |
| 13   | ↘10  | ↘5   | ↘3   | ↘0   | ↗1   | ↘0   |
| 2019 | 2020 | 2021 |      |      |      |      |
| →0   | →0   | ↗8   |      |      |      |      |

## Улицы
В посёлке имеется одна улица — Рабочая.